# Non c'è titolo
Non c'è titolo è un album del cantante italiano Carmelo Zappulla, pubblicato nel 1986.

## Tracce
1. Maledetto amore – 3:10
2. Una storia – 3:35
3. A mia madre – 3:40
4. Soli – 4:10
5. Luntanu – 3:40
6. L'amante – 3:30
7. Dint'o silenzio – 3:40
8. Scriverei – 4:24
9. Un'altra estate – 4:18
10. Sarà – 2:58